# كيلي براون (لاعب اتحاد الرغبي)
كيلي براون (بالإنجليزية: Kelly Brown)‏ هو لاعب اتحاد الرغبي بريطاني، ولد في 8 يونيو 1982 في إدنبرة في المملكة المتحدة.

## وصلات خارجية
- كيلي براون على موقع دوري الرغبي الممتاز (الإنجليزية)
- كيلي براون على موقع سلسلة سباعيات الرغبي العالمية - رجال (الإنجليزية)
- كيلي براون عل موقع إسبنسكروم (الإنجليزية)
- كيلي براون على موقع ItsRugby.co.uk (الإنجليزية)